# European Union Public Licence
La European Union Public Licence (EUPL) è una licenza di software libero con effetto copyleft redatta e approvata dalla Commissione europea. Essa è da considerarsi la prima licenza europea F/OSS (Free/Open Source Software).
È una licenza copyleft di rete (network copyleft/cloud copyleft), che sono un tipo di licenze per cui è necessario rendere disponibile il codice sorgente del programma in modo da essere raggiungibile e fruibile anche dagli utenti da remoto.
È stata approvata nel gennaio 2007 nelle versioni in inglese, francese e tedesco, mentre le traduzioni nelle altre 20 lingue ufficiali dell'Unione sono state approvate un anno più tardi. Il 9 gennaio 2009 la Commissione europea ha adottato una versione aggiornata della licenza (EULP 1.1) rendendola valida in tutti gli stati membri della Comunità europea.
È rilasciata una nuova versione della European Union Public Licence (EUPL), la versione 1.2, il 18 maggio 2017

## Estensione dei diritti concessi dalla licenza
(estratto da: art. 2 EUPL vers 1.1)
La presente licenza concede al licenziatario sull'opera originale, e per tutta la durata del diritto d'autore, una licenza di tipo mondiale, non esclusiva, gratuita e con la possibilità di essere concessa a sua volta in sub-licenza, conferendo il diritto di:
- utilizzare l'Opera in qualsiasi circostanza e per ogni utilizzo;
- riprodurre l'Opera;
- modificare l'Opera originaria e creare Opere derivate basate su di essa;
- comunicare al pubblico, anche mediante messa a disposizione o esposizione dell'Opera o di copie di essa e, a seconda dei casi, rappresentare l'Opera in forma pubblica;
- distribuire l'Opera o copie di essa;
- cedere in prestito e in locazione l'Opera o copie di essa;
- concedere in sub-licenza i diritti sull'opera o copie di essa.

Tali diritti sono usufruibili mediante qualunque mezzo di comunicazione o tramite qualunque supporto attualmente esistente o di futura invenzione.

## Compatibilità con altre licenze libere
La EUPL 1.1 e la EUPL 1.2 elenca un insieme di licenze compatibili:
- General Public License (GPL) v. 2
- Open Software License (OSL) v. 2.1, v. 3.0
- Common Public License v. 1.0
- Eclipse Public License v. 1.0
- CeCILL v. 2.0
- GPL v3 (EUPL v1.2)
- AGPL (EUPL v1.2)
- LGPL (EUPL v1.2)
- MPL (EUPL v1.2)
- LiLIQ-R & R+ (EUPL v1.2)

## Chi usa la EUPL?
Il target principale è rappresentato dall'amministrazione pubblica dell'Unione europea e dei suoi stati membri, anche se tutti possono usare la licenza EUPL. Questa licenza in origine era destinata ad essere usata per la distribuzione di software sviluppato nel quadro del programma IDABC, anche se è ugualmente adatta per qualunque software.
Il suo obiettivo principale è l'uniformità dei diritti d'autore nei 27 stati membri dell'Unione europea, conservando però la compatibilità con altre licenze open source come la GPL. Le prime applicazioni software IDABC sono CIRCA, un groupware per la condivisione di documenti, IPM e le specifiche G2G, G2C, G2B del software eLink. Dall'entrata in funzione (ottobre 2008) dell'osservatorio europeo Open Source Observatory and Repository (OSOR, è stato migrato a JOINUP.eu - gennaio 2012), un buon numero di applicativi software prodotti principalmente dagli amministrazioni europee sono disponibili sotto licenza EUPL.

## Filosofia
In un articolo sottoposto alla discussione nel novembre 2023, " The seven pillars of wisdom ", pubblicato nell'ambito dell'adozione del Regolamento per un'Europa interoperabile (Interoperable Europe Act), l'autore di EUPL-1.2 fornisce alcune spiegazioni sui principi guida del testo dell'EUPL.
La Commissione Europea fornisce le linee guida EUPL (2001).

## Critiche
Nel mondo del Software Libero sono state mosse diverse critiche verso la decisione di adottare una nuova licenza di copyleft forte in aggiunta a quelle già usate. Le ragioni per causare un'ulteriore proliferazione delle licenze di Software Libero (necessità di avere traduzioni ufficiali nelle lingue dell'Unione europea, localizzazione della lingua e della legge applicabile) non sembrano a molti sufficienti a bilanciare gli svantaggi di un'ulteriore licenza.
In risposta a tali critiche, l'EUPL presenta altre specificità:
• Copertura di tutte le forme di "distribuzioni" (incluso remoto/SaaS)
• Inclusivo (l'ambito copre “l'Opera”)
• Esclusione realistica della responsabilità, oltre all'inclusione di una garanzia di origine dello sviluppatore
• Nessun carattere “virale” in caso di collegamento di programmi indipendenti .
Alcuni sostengono che l'EUPL sia anche solo nominalmente una licenza con copyleft forte: perché essendo espressamente compatibile con licenze a copyleft debole (MPL e LGPL), infatti, il codice può perdere la sua caratteristica di copyleft forte mediante la distribuzione sotto una di tali licenze, causando confusione negli sviluppatori e titolari del diritto d'autore che possono avere effetti legali diversi da quelli attesi qualora fossero convinti di una sostanziale equivalenza tra la licenza GPL e la EUPL.
Ma secondo la clausola di compatibilità dell’EUPL (art. 5), la licenza compatibile applicata a un’opera derivata prevale solo quando è in conflitto con il testo dell’EUPL, e nessuna delle licenze compatibili elencate vieta l’obbligo di fornire e condividere il codice sorgente coperto.